# كريس كوهن
كريس كوهن (بالإنجليزية: Chris Cohen)‏ (5 مارس 1987 نورتش المملكة المتحدة - ) هو لاعب كرة قدم بريطاني يلعب كلاعب وسط.

## وصلات خارجية
كريس كوهن على موقع قاعدة بيانات كرة القدم.إي يو (الإنجليزية)
- كريس كوهن على موقع Soccerbase.com (لاعب) (الإنجليزية)
- كريس كوهن على موقع Soccerway.com (الإنجليزية)